# Municipio de Wildcat (Indiana)
El municipio de Wildcat (en inglés: Wildcat Township) es un municipio ubicado en el condado de Tipton en el estado estadounidense de Indiana. En el año 2010 tenía una población de 1421 habitantes y una densidad poblacional de 15,75 personas por km².

## Geografía
Según la Oficina del Censo de los Estados Unidos, tiene una superficie total de 90.2 km², de la cual 90.13 km² corresponden a tierra firme y (0.07%) 0.06 km² es agua.

## Demografía
Según el censo de 2010, había 1421 personas residiendo en el municipio de Wildcat. La densidad de población era de 15,75 hab./km². De los 1421 habitantes, el municipio de Wildcat estaba compuesto por el 96.41% blancos, el 0.28% eran afroamericanos, el 0.35% eran amerindios, el 0.14% eran asiáticos, el 0.07% eran isleños del Pacífico, el 1.48% eran de otras razas y el 1.27% pertenecían a dos o más razas. Del total de la población el 4.86% eran hispanos o latinos de cualquier raza.